# Emir Bajrami
Emir Bajrami (nacido el 7 de marzo de 1988) es un futbolista sueco de origen albanés de Kosovo, actualmente juega en el IF Elfsborg y la selección de fútbol de Suecia. Anotó su primer gol por el Allsvenskan en contra del Örebro SK en abril de 2007.
Formó parte del equipo de Suecia durante el 2009 en el Campeonato de Europa Sub-21 de fútbol e hizo su debut para el equipo de Suecia (selección adulta) el 20 de enero de 2010 contra Omán. 
Jugó Bandy cuando era un adolescente y fue seleccionado para el equipo nacional de la juventud.
Anotó su primer gol con la selección nacional en un amistoso contra Escocia en agosto de 2010, solo una semana después de su debut en la Liga con el FC Twente.

## Clubes
| Club               | País         | Año             | Partidos | Goles |
| IF Elfsborg        | Suecia       | 2006 - 2010     | 83       | 14    |
| FC Twente          | Países Bajos | 2010 - 2012     | 41       | 5     |
| AS Monaco (cedido) | Francia      | 2012 - 2013     | 14       | 1     |
| Panathinaikos FC   | Grecia       | 2013 - Presente | 10       | 1     |